# Eria sumbawensis
Eria sumbawensis är en orkidéart som beskrevs av Heinrich Gustav Reichenbach. Eria sumbawensis ingår i släktet Eria och familjen orkidéer.
Artens utbredningsområde är Små Sundaöarna. Inga underarter finns listade i Catalogue of Life.